# Лазниго
Лазниго (итал. Lasnigo) — коммуна в Италии, располагается в регионе Ломбардия, в провинции Комо.
Население составляет 406 человек (2008 г.), плотность населения составляет 81 чел./км². Занимает площадь 5 км². Почтовый индекс — 22030. Телефонный код — 031.
В коммуне 21 ноября особо празднуется Введение во храм Пресвятой Богородицы.

## Демография
Динамика населения:

## Администрация коммуны
- Официальный сайт: